# Пёстрые сумерки
«Пёстрые сумерки» — российский музыкальный фильм, единственная режиссёрская работа Людмилы Гурченко, которую она сняла совместно с Дмитрием Коробкиным. Гурченко исполнила в фильме главную роль, а также выступила как композитор, исполнительница песен и автор идеи фильма.

## Сюжет
Юный музыкант Олег из Воронежа виртуозно играет на фортепиано. Олег незрячий, сирота, но любит музыку всем сердцем. Однажды его замечает заезжая кинозвезда Анна Семёнова и зовёт в столицу, в свет, скорее всего, не очень искренне.
Но Олег не забыл приглашения — спустя годы он приезжает в Москву вместе со своим коллегой-музыкантом по кличке Суво́ра. Сувора — это Максим Суворов, джазовый музыкант, суровый человек, прошедший войну, и немного эксцентрик. Анна, хотя и снимается всё ещё в кино, давно потеряла свою былую популярность и превратилась в легенду прошлого. Её красивый и богатый особняк пуст, в нём никто не живёт, кроме неё самой. Её родной сын отвернулся от неё много лет назад, и даже внучке не разрешается навещать бабушку. Анна одинока и не слишком счастлива.
Встретив Олега, Анна преображается — в ней просыпается жажда деятельности, стремление устроить будущее юного дарования. Талант демонстрируют знаменитому джазовому музыканту Александру Белы́х, когда-то ухажёру Анны. Тот впечатлён и решает помочь Олегу. Вместе они пытаются устроить Олега в хорошую джазовую школу. Анна всеми силами старается помочь мальчику, проявляя настоящую материнскую заботу. Олег уезжает вместе с Александром в Торонто на учёбу, а Сувора возвращается домой.

## В ролях
- Людмила Гурченко — Анна Дмитриевна Семёнова, кинозвезда
- Дмитрий Кубасов — Олег, слепой пианист
- Владимир Ильин — Максим Геннадьевич Суворин (Сувора), «лабух»
- Александр Ширвиндт — Александр Борисович Белых, джазовый пианист
- Сергей Фролов — Миша Пустовой, продавец в музыкальном магазине
- Виктор Раков — Алёша, сын Анны Дмитриевны
- Ася Дубровская — Люба, натурщица в художественной школе
- Аслан Ахмадов
- Александр Сирадекиан
- Давид Геворков

### В эпизодах
- Георги Смилевски
- Роман Андрейкин
- Светлана Зимагорова
- Дарья Вельчинская
- Богдан Якушин
- Мария Максумова
- Алексей Павлов
- Тамерлан Насрутдинов
- Рустам Сатыбалов
- Геннадий Оникиенко
- Гордей
- Анна Рябова
- Анастасия Меленова

## Съёмочная группа
- Автор сценария: Олег Антонов
- Идея: Людмила Гурченко
- Режиссёры-постановщики: Дмитрий Коробкин, Людмила Гурченко
- Художник-постановщик: Мария Турская
- Продюсер — Зимагорова Светлана
- Композитор: Людмила Гурченко
- Оператор-постановщик: Дмитрий Коробкин
- Грим: Тамара Гайдукова
- Вокал и рояль: Олег Аккуратов
- Дирижёр: Константин Чудовский
- Генеральный продюсер: Сергей Сенин

## Песни в фильме
Музыка: Людмила Гурченко
| Название               | Стихи            | Исполнитель |
| ---------------------- | ---------------- | --- |
| Моя душа               | Любовь Рунова    | Людмила Гурченко |
| Мороз и солнце         | Александр Пушкин | Людмила Гурченко Олег Аккуратов |
| Это — весна            | Валерий Миляев   | Владимир Ильин |
| Се-ля-ви               | Маша Маслеева    | Сергей Фролов Олег Аккуратов |
| Аллё, аллё             | Н. Вехверт       | Людмила Гурченко Олег Аккуратов |
| Мой папа               | И. Чеботарёв     | Олег Аккуратов |
| Сон                    | Даша Маслеева    | Людмила Гурченко Олег Аккуратов Владимир Ильин Александр Ширвиндт Сергей Фролов Ася Дубровская Аслан Ахмадов Александр Сирадекиан Давид Геворков |
| Отчего так пусто стало | Н. Векверт       | Людмила Гурченко |

## Факты
- Сюжет фильма основан на реальных событиях: когда-то Людмила Гурченко на самом деле оказывала помощь музыканту Олегу Аккуратову. Кроме того, гениальный джазовый музыкант — тоже отчасти правда: у Гурченко был муж джазовый пианист, чья музыкальная карьера, впрочем, не сложилась
- О таланте Аккуратова Гурченко рассказывала так:

 Джазовый пианист Михаил Окунь, с которым мы вместе работали, как-то сказал: «Я хочу тебя познакомить со своим учеником. Только он слепой». И дал мне видеозаписи, где мальчик лет четырёх творил у рояля чудеса. Играл джаз, классику — всё, что слышал по радио. Мне рассказали, что в три года он подполз к пианино и принялся на слух играть Первый концерт Чайковского. На другой записи ему уже семнадцать, и он с симфоническим оркестром играет в зале консерватории. Рядом с ним у рояля директор Армавирской специальной музыкальной школы слепых и слабовидящих детей Александра Кирилловна Куценко. Я думала: как же он будет выступать, не видя дирижёра?! Но она его тихонько трогала за локоть — и он начинал играть. Его техника ошеломляла. Так мы с ним познакомились — здесь же, у меня в квартире. Он сел за рояль и заиграл.
- Гурченко никогда не хотела работать режиссёром. «Не дай бог быть режиссёром! Если только этим заниматься, если только этим жить, надо иметь колоссальное здоровье и металлические нервы» — пишет она в автобиографической книге «Люся, стоп!» Однако Михаил Швыдкой, министр культуры, уверенно предложил Людмиле Марковне сниматься и дальше, и начался поиск сюжета и возможности снять фильм. Работа режиссёра была для неё в этом фильме очень трудным занятием[3].
- Для всех персонажей были придуманы музыкальные темы — всего их семь, они придуманы Гурченко.
- Роль Анны Семёновой стала последней, 96-й работой Людмилы Гурченко в кино[3].
- В качестве дополнительного материала для выпуска фильма на DVD был отснят бенефис Людмилы Гурченко. Съёмка происходила в очень напряжённых условиях, всего за два дня по 16 рабочих часов. В своё время для советского телевидения бенефис Гурченко снимался в течение месяца.
- В фильме Людмила Марковна управляет автомобилем, который в действительности принадлежит её супругу - главному продюсеру фильма Сергею Михайловичу Сенину